# Парадокс Паррондо
Парадокс Паррондо — парадокс у теорії ігор, який зазвичай характеризують як програвальну стратегію, яка перемагає. Парадокс названо на честь його автора, Хуана Паррондо, іспанського фізика. Твердження парадоксу виглядає наступним чином:
Можливо виграти, граючи по черзі у дві заздалегідь відомо програшні ігри.
Парадокс полягає в наступному: граючи у дві спеціально підібрані гри А та Б, кожна з яких має більш високу ймовірність поразки, чим перемоги, можна побудувати переможну стратегію, граючи в ці ігри по черзі. Тобто, граючи в одну гру, в якій на 5 поразок припадає 4 перемоги, гравець неминуче програє, за підсумками великої кількості розіграшів. Потім, граючи в іншу, в якій на 10 поразок припадає 9 перемог, гравець також програє. Але якщо чергувати ці ігри, наприклад, АББАББ и т. п., то загальна ймовірність перемоги буде більшою за ймовірність поразки.
Умовою виникнення парадокса Паррондо є зв'язок між результатами ігор А та Б.

## Варіант з капіталом гравця
Зв'язок двох ігор може відбуватись через поточний капітал гравця. Нехай гра А така, що гравець виграє 1 € з ймовірністю {\displaystyle 50\,\%-\varepsilon } (з додатним досить малим {\displaystyle \varepsilon }) і програє 1 € з імовірністю
{\displaystyle 50\,\%+\varepsilon }. Математичне очікування результату такої гри, очевидно, дорівнює {\displaystyle -2\varepsilon }, тобто від'ємне. 

Гра Б є комбінацією двох ігор — Б1 і Б2. Якщо капітал гравця на початку гри кратний 3, то він виграє в Б1, інакше — в Б2. 

Гра Б1 : гравець виграє 1 € з ймовірністю {\displaystyle 10\,\%-\varepsilon }, програє з ймовірністю {\displaystyle 90\,\%+\varepsilon }.

Гра Б2 : гравець виграє 1 € з ймовірністю {\displaystyle 75\,\%-\varepsilon }, програє з ймовірністю {\displaystyle 25\,\%+\varepsilon }.

При деяких значеннях ε гра Б також володіє від'ємним очікуванням результату (наприклад при {\displaystyle \varepsilon =0{,}005}).

Можна бачити, що деякі комбінації ігор А та Б володіють додатним очікуванням результату. Наприклад (з вказаним значенням {\displaystyle \varepsilon }):
1) Випадково обираючи кожного разу гру А та Б, ми отримаємо очікування результату 0,0147.
2) Грачи почергово 2 рази А, далі 2 рази Б, отримуємо очікування результату 0,0148.

## Варіант з блокуванням гри
Зв'язок може здійснюватись посиланням правил на спільний предмет. Нехай перед гравцем є жетон з двома сторонами — білою та чорною. 

Гра А — гравець підкидає монету:
• якщо жетон повернутий до гравця білою стороною,

• якщо випав «орел», то гравець отримує 3 €;

• якщо випала «решка», то гравець втрачає 1 € і перевертає жетон на інший бік.

• якщо жетон повернутий чорною стороною

• якщо випав «орел», то гравець отримує 1 €;

• якщо випала «решка», то гравець втрачає 2 €.

Гра Б — гравець підкидає монету: 

• якщо жетон повернутий до гравця чорною стороною 

• якщо випав «орел», то гравець отримує 3 €;

• якщо випала «решка», то гравець втрачає 1 € і перевертає жетон на інший бік.

• якщо жетон повернутий білою стороною 

• якщо випав «орел», то гравець отримує 1 €;

• якщо випала «решка», то гравець втрачає 2 €.

Очевидно, що граючи в одну з цих ігор, гравець в середньому буде програвати, граючи ж в ці ігри по черзі (або щоразу випадково обираючи одну з цих ігор), гравець отримує можливість вибратись з неблагополучної для нього конфігурації.